# Maria Valadares
Maria de Lourdes Ramos Moniz da Costa Valadares (Angra do Heroísmo, 20 de fevereiro de 1904 — Paris,  23 de junho de 1985), foi uma artista, desenhadora e escultora, que assinou as suas obras como Maria Ramos. Licenciada em Ciências Biológicas em 1937 realizou pesquisa científica na área da genética, e nos seus artigos científicos, após o casamento com o físico Manuel Valadares, passou a  identificar-se como Maria Valadares ou Maria Valadares da Costa

## Biografia

### Juventude e Formação Artística
Nasceu na cidade de Angra do Heroísmo, nos Açores, filha de Maria da Glória de Almeida Ramos e de João Baptista da Costa. Aluna do Liceu Nacional de Angra do Heroísmo, cedo revelou um grande pendor artístico. Depois de completar o Liceu na cidade e Angra de Heroísmo, Maria Ramos, que desde cedo manifestara aptidão para as artes, frequentou a Escola Industrial de Madeira Pinto, na mesma cidade, durante 3 anos, vindo a ser depois, na mesma escola, professora de Desenho Geral, no ano letivo de 1925-26. Dedicou-se à moldagem em barro, tendo produzido uma coleção de bustos e de pequenas figuras de tipos populares que foram expostas na Casa José Leite, ao tempo um reputado estúdio fotográfico angrense. Nessa coleção destacava-se o busto da sua sobrinha Edith Rebelo. Também se revelou como cenógrafa em vários eventos teatrais e dedicou-se, igualmente à caricatura, tendo publicado várias das suas obras nos jornais terceirenses, como o “Vanguarda”. 
Assinava as suas obras como «Maria Ramos», usando um M e um R entrelaçados.
Visto ter revelado um excecional temperamento de artista em vários trabalhos (caricaturas e pequenas figuras modeladas em barro) de uma grande perfeição e originalidade, que lhe granjearam públicos louvores, foi bolseira do Município de Angra do Heroísmo e da Junta Geral do Distrito Autónomo de Angra do Heroísmo, a partir de 1926, para frequentar o Curso das Belas Artes, no Porto. Nesta cidade fez também cadeiras da área da História de Arte na Faculdade de Letras e o curso preparatório destinado ao curso especial de escultura. Nesse período de tempo trabalhou no atelier de Teixeira Lopes, onde produziu alguns bustos que viriam a ser integrados na coleção do Museu de Angra do Heroísmo.
Em 1929 partiu para Paris, onde frequentou vários ateliers e cursos na área da modelação e da escultura. Produziu diversas figurinhas e bustos de crianças e modelou em bronze o busto de diversas personalidades, entre as quais o artista Charles Millet (neto do pintor Jean-François Millet) e o senador Baptiste Marrou.
Em 1930, com nova bolsa, foi para Berlim, onde frequentou o curso de Desenho e Modelação dirigido pelo professor Oswald Herzog na Escola Reimann de Arte e Design (a Reimann Kunst- und Kunstgewerbeschule de Berlin-Schöneberg). A Escola Reimann era uma escola particular de arte que fora fundada em Berlim em 1902, por Albert Reimann, que devido às suas tendências modernistas e origem judia do fundador viria a transferir-se para Londres em 1937 devido à perseguição que lhe foi movida pelo regime nazi.

### Início da Atividade Científica
Depois de Berlim, regressou a Lisboa, onde se inscreveu na Faculdade de Ciências da Universidade de Lisboa nas disciplinas de Matemáticas Gerais e Geometria Descritiva. Em 1932 candidatou-se ao Exame de Admissão ao Estágio ao Liceu Normal de Lisboa. 
Em 1932, Maria Ramos estava inscrita na Faculdade de Farmácia e pediu tansferência para o curso de Ciências Biológicas, na Faculdade de Ciências, vindo a concluir a licenciatura em 1937. Nesta Faculdade conheceu o professor Manuel Valadares, com quem se casou em 21 de abril de 1938, de quem fez um busto que seria em 1934 exposto, com algumas das suas obras, no Salão de Belas Artes em Lisboa. O molde em gesso deste busto encontra-se, atualmente, no Anfiteatro Manuel Valadares no Museu da Ciência e História Natural e da Ciência.  
Ainda sem ter completado o curso, colaborou com Manuel Valadares nas técnicas de raios X e fez os seus primeiros estudos de genética, sob a orientação do professor do Instituto Superior de Agronomia António Sousa da Câmara. Com este professor, então Diretor da Estação Agronómica Nacional, Maria Ramos entrou nesta instituição, em 1938, como preparadora. Na sequência destes trabalhos publicou os seus primeiros artigos científicos, passando a assinar como Maria Valadares.  
O seu percurso científico continuou nesta área, tendo Maria Valadares, a partir de 1939, sido bolseira em Itália (Pavia), no Instituto de Zoologia “Lazzaro Spalanzani“ onde foi orientada por Carlo Jucci, biólogo geneticista, que nesse ano fundara um Centro de Genética. Desta investigação foram publicados dois artigos.
De outubro de 1941 a  janeiro de 1943, Maria Valadares usufruiu de uma nova bolsa de estudo do Instituto para a Alta Cultura, que lhe permitiu trabalhar com Boris Ephrussi na área de “genética fisiológica”, na Universidade de Johns Hopkins nos Estados Unidos. Em Baltimore, nasceu em maio de 1942 o seu filho Manuel Carlos Costa Valadares.
Com a cessação desta bolsa, Maria Valadares regressou a Portugal e a partir de 1945 foi assistente do grupo de Zoologia e Antropologia da Faculdade de Ciências de Lisboa, onde permaneceu até 1947. Durante este período de investigação e docência, Maria Valadares publicou três artigos científicos sobre as estruturas cromossómicas de diferentes tecidos de Drosophila melanogaster, a mosca da fruta, em diferentes fases do ciclo celular.   Foi também sócia da Sociedade Portuguesa de Biologia.

### Vida e Carreira em Paris
Tendo o marido, o professor Manuel Valadares, sido expulso da docência universitária por oposição ao regime salazarista, por resolução do Conselho de Ministros publicada em 18 de junho de 1947, sendo por isso obrigado a exilar-se para Paris, Maria Valadares partiu em 1947 para aquela cidade, com o marido e filho, trabalhando no campo da investigação científica no Centre National de la Recherche Scentifique (CNRS), onde foi Chargée de Recherche. Continuou em França a sua carreira no campo da genética, dedicando-se à fisiologia da nutrição, usando como modelo biológico a mosca da fruta. Entre 1950 e 1967, as notas publicadas nos Comptes Rendus Hebdomadaire de l'Académie des Sciences de Paris, dão-nos a conhecer os seus estudos.
Em 1962, foi eleita membro da The New York Academy of Sciences.
Em agosto de 1948, integrou, com o marido, João Grijó dos Santos, Hermínia Grijó dos Santos, Alves Redol e Fernando Lopes-Graça, a delegação portuguesa que se deslocou ao 1.º Congresso dos Intelectuais para a Paz e Progresso, realizado em Wroclaw, na Polónia.

### Últimos Anos
Nas últimas décadas da sua vida, Maria Ramos Valadares continuou a ser uma mulher ativa. Partilhando o seu tempo entre Paris e a sua casa de campo, em Aix-en-Othe, desfrutava da natureza. A atividade artística esteve sempre presente, continuando a realizar trabalhos de escultura, especialmente dos seus familiares.
Em 1985, em Paris, morreu Maria Ramos Valadares, dois anos e meio após a morte do marido, Manuel Valadares. Ambos estão sepultados no cemitério Père-Lachaise, na sepultura com o número 15058.

## Publicações Científicas
- Valadares, M. Declanchement d'une Haute Mutabilité chez une lignée pure de Drosophila melanogaster. Revista Agronómica. XXV (3): 363-383 (1938).
- Câmara, A, Valadares, M. Sur l’existence de régions favorables à la rupture chromossomique. Archives Portugaises des Sciences Biologiques. Tome IV,  Fascicule 11 (1938).
- Valadares, M. Cytological evidence of spontaneous somatic chromosome-rearrangements in D. melanogaster. Drosophila Information Service. vol 13:76 (1940).
- Valadares, M. Réarrangements somatiques spontanés dans les chromosomes des glandes salivaires de Drosophila melanogaster. Scientia Genetica. 2(1): 92-100 (1940).
- Valadares, M, Regalheiro, I. “Difference in phase” in the euchromatic cycle of chromosomes of the same karyokinetic phase. Arquivos do Museu Bocage. T. XVII: 141-144 (1946).
- Valadares, M, Regalheiro, I. Olistherochromatin in Drosophila. Arquivos do Museu Bocage. T. XVII: 133-140 (1946).
- Valadares, M. On the Structure of the salivary chromosomes. Arquivos do Museu Bocage. T. XVII: 145-155 (1946).
- Valadares, M, Charconnet-Harding, F. Influence du tryptophane alimentaire sur la pigmention des yeux de Drosophila melanogaster. Cas de la mouche sauvage e du mutant vermillon. Comptes Rendus Hebdomadaires des Séances de l’Académie de Sciences de Paris,  Tome 230:76-77 (1950).
- Valadares, M, Raymond Jacquot, M. Effets d’une surcharge en tryptophane sur le développement e la coloration de l’oeil des mutants v e vbw de Drosophila melanogaster en fonction du taux protidique du milieu. Comptes Rendus Hebdomadaires des Séances de l’Académie de Sciences de Paris. Tome 234:1214-1216 (1952).
- Valadares da Costa, M. Influence du milieu nutritif sur la ponte de Drosophila melanogaster. Comptes Rendus Hebdomadaires des Séances de l’Académie de Sciences de Paris. Tome 241:1857-1860 (1955).
- Valadares da Costa, M. Viabilité des générations F1 et F2 du croisement entre Drosophiles (+ Oregon) préalablement adaptées à deux milieux nutrifis différents. Comptes Rendus Hebdomadaires des Séances de l’Académie de Sciences de Paris. Tome 242: 177-180 (1956).
- Valadares da Costa, M. Influence du Déséquilibre Alimentaire sur la Morphologie, la Physiologie et l'Hérédité de Drosophila melanogaster, I. Portugaliae Acta Biologica Série A - Morfologia, Fisiologia, Genética e Biologia Geral. Volume 5 (2): 147-182 (1958).
- Valadares da Costa, M. Influence du Déséquilibre Alimentaire sur la Morphologie, la Physiologie et l'Hérédité de Drosophila melanogaster, II. Portugaliae Acta Biologica Série A - Morfologia, Fisiologia, Genética e Biologia Geral. Volume 5 (3-4): 213-278 (1958).
- Valadares da Costa, M. Origine embryonnaire des tumeurs mélaniques de Drosophila melanogaster. Comptes Rendus Hebdomadaires des Séances de l’Académie de Sciences de Paris. Tome 248:1582-1584 (1959).
- Valadares da Costa, M. Influence du sexe sur les malformations embryonnaires d’origine nutritionnelle de Drosophila melanogaster (souche vestigial-tératologique). Comptes Rendus Hebdomadaires des Séances de l’Académie de Sciences de Paris. Tome 253: 193-195 (1961).
- Valadares da Costa, M. Capacité de régulation du disque mésothoracique dorsal chez  Ceratitis capitata Wield (Diptera Trypetidae). Comptes Rendus Hebdomadaires des Séances de l’Académie de Sciences de Paris. Tome 264: 1058-1061(1967).